# Вчеле (герб)
Герб «Вчеле» (пол. Wczele, Wszczele) — польский дворянский герб, впервые упоминаемый в XII веке, во время правления династии Пястов. Герб использует около 150 родов.

## Описание герба
В щите серебряно-золотая шаховница. В нашлемнике такая же шаховница, поддерживаемая девушкой-негритянкой.

## История герба
По легенде, этот герб получил некий силезец Голуб, который, путешествуя по миру, попал в Африку, где дочка местного короля вызвала его на партию в шахматы на условиях, что победитель имеет право ударить проигравшего, что есть мочи, шахматной доской по голове. Голуб выиграл, и ударил принцессу по голове так, что доска треснула.

## Герб используют

### Графские роды
Гуровские — русско-польский графский и дворянский род.

### Шляхетские и дворянские роды
Бацевичи (Bacewicz), Берковские (Berkowski), Цемы (Cema), Цеймы (Ceyma), Хелховские (Chełchowski), Хелковские (Chełkowski), Хоментовские (Chomętowski, Chomentowski), Худзицкие (Chudzicki), Худзинские (Chudziński), Хилковские (Chyłkowski), Далешинские (Daleszyński), Добеевские (Dobiejewski), Добеёвские (Dobiejowski), Дрошевские (Droszewski), Друвы (Druw), Дзберовские (Dzberowski),  Дзякевичи (Dziakiewicz), Дзяковичи (Dziakowicz), Дзекчинские (Dziekczyński), Дзелечинские (Dzieleczyński), Дзелешинские (Dzieleszyński), Дзешульские (Dzieszulski), Фиглеры (Figler), Фоглары (Foglar), Фоглеры (Fogler), Гаффроны (Gaffron), Галенские (Gałęski), Глуховские (Głuchowski), Гняздовские (Gniazdowski), Голянки (Golanka), Грабовцы (Grabowiec), Грабовские (Grabowski), Грабские (Grabski), Гуровские (Gurowski), Голубы (Hołub), Иваны (Iwan), Яблковские (Jabłkowski), Качановские (Kaczanowski), Карховские (Karchowski), Карманские (Karmański), Карменские (Karmieński), Карминские (Karmiński), Каршановские (Karszanowski), Кембланы (Kemblan, Kęblan), Косцинские (Kościński), Котовецкие (Kotowiecki), Лехоны (Lechon), Лехони (Lechoń), Либеки (Libek), Людславские (Ludsławski), Людзиславские (Ludzisławski), Лютенские (Luteński), Меленские (Mieleński), Мелинские (Mieliński), Мельонские (Mieloński), Миленские (Mileński), Милинские (Miliński), Мыслецкие (Myślecki), Мысленцкие (Myślęcki), Налеские (Naleski), Налевские (Nalewski), Пелчи (Pelcz), Плуховские (Płuchowski), Погоржельские (Pogorzelski), Приттвитцы Prittwitz (иначе: Претфичи (Pretficz), Претвичи (Pretwicz), Претвитцы (Pretwitz), Притвичи (Prytwicz)), Румеевские (Rumiejewski), Румеёвские (Rumiejowski), Руменевские (Rumieniewski), Румевские (Rumiewski), Ржегоцкие (Rzegocki), Сековские (Siekowski), Скорачевские (Skoraczewski), Шоловские (Szołowski), Шуцкие (Szucki), Тржецкие (Trzecki), Тумигралы (Tumigrała), Влосцеевские (Włościejewski), Влосцеёвские (Włościejowski), Вшоловские (Wszołowski), Заглобы (Zagłoba), Загробы (Zagroba), Зберковские (Zberkowski).

## Герб в художественной литературе
В историческом романе польского писателя Генрика Сенкевича «Огнём и мечом» герб использует один из центральных персонажей всей трилогии — пан Онуфрий Заглоба.